# 상부위장관조영술
상부위장관조영술(上部胃腸管造影術, upper gastrointestinal series, upper GI series)은 위장관계의 이상을 검사하기 위해 시행하는 방사선촬영 기법이다. 조영제, 대개는 황산 바륨과 같은 방사선조영제를 물과 섞어 섭취하거나 주입시킨 뒤, X선을 이용하여 검사하고자 하는 부위의 방사선 영상을 촬영한다. 바륨은 위장관벽을 코팅하여 검사하고자 하는 부분을 영상에서 하얗게 보이게 하여, 보다 잘 보이도록 조영 증강한다. 인두, 후두, 식도, 위, 작은창자 등 상부 위장관의 벽, 크기, 모양, 윤곽, 잘 열려 있는지 여부를 알아내기 위해 다른 단순방사선사진 검사와 함께 시행한다. 투시검사와 함께 실시하면 삼킴, 꿈틀운동, 조임근의 폐쇄와 같은 장기의 기능적인 움직임도 눈으로 볼 수 있다. 검사하고자 하는 장기에 따라서 바륨을 이용한 상부위장관조영술은 바륨삼킴검사(barium swallow), 바륨식(barium meal), 바륨추적검사(barium follow-through), 고위관장법(enteroclysis; 바륨관장, barium enema, small bowel enema) 등으로 나누어진다. 영상의 질을 더욱 올리기 위해서 바륨에 물이나 가스를 함께 위장관계에 투입하기도 한다. 물이나 가스를 함께 이용하는 이러한 검사를 이중조영법(double-contrast imaging)이라고 한다. 이때 가스는 음성조영제로서 이용된다. 전통적으로 바륨 조영제를 이용한 영상은 X선을 이용하여 얻었으나, 컴퓨터단층촬영(CT)을 바륨 조영제와 함께 시행하기도 하며 이런 경우 CT 소장조영술이라고 한다.